# Cohors VI Breucorum
La Cohors VI Breucorum fue una unidad auxilia de infantería del ejército del Imperio romano del tipo cohors quinquagenaria peditata, cuya existencia está atestiguada desde la segunda mitad del siglo I hasta mediados del siglo III.

## Reclutamiento y segunda mitad delsigloI

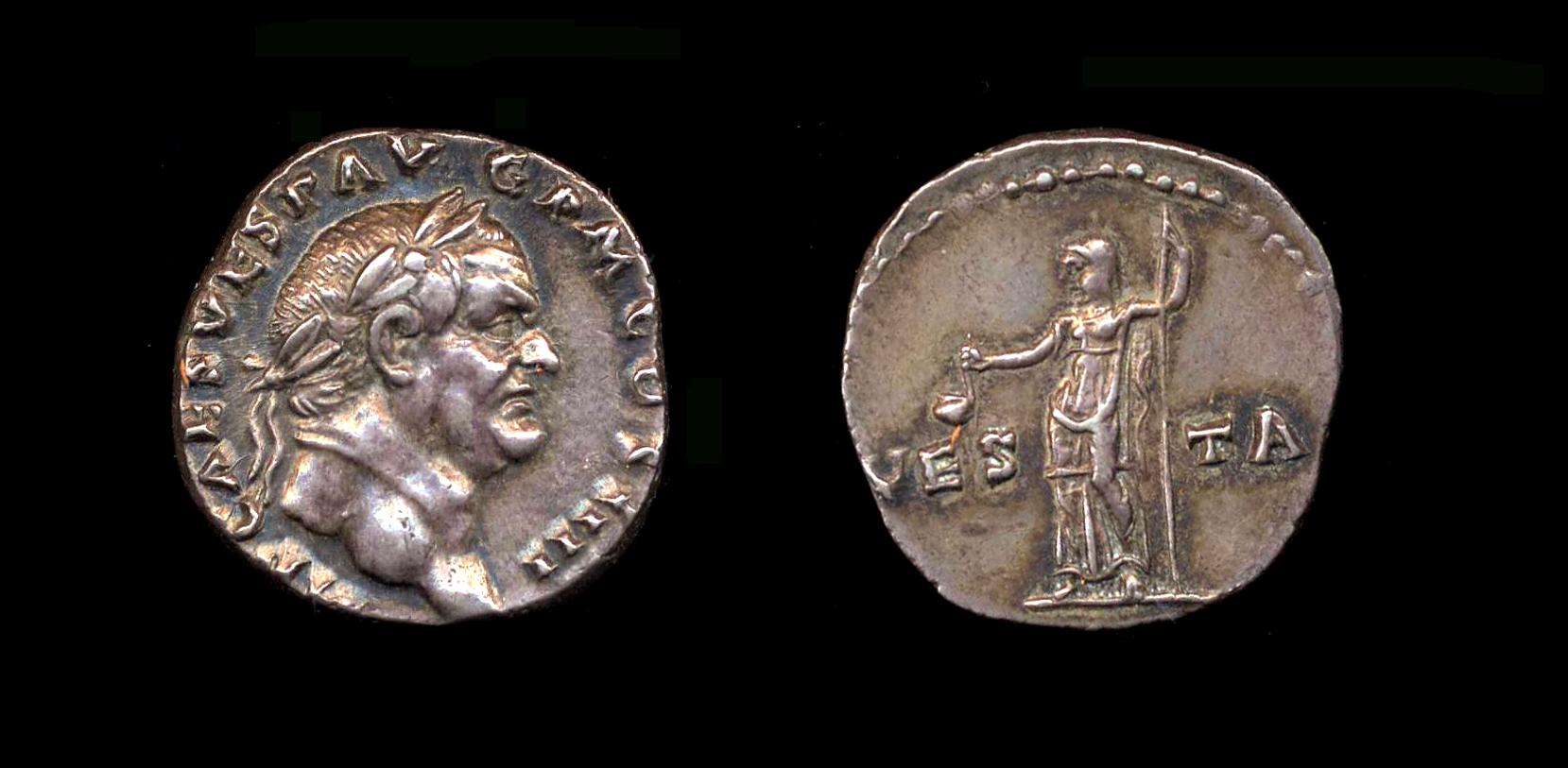
Denario de Vespasiano con el busto de este emperador y la diosa Vesta en el reverso; este emperador reclutó la Cohors VI Breucorum para reforzar las diezmadas unidades auxiliares del ejército romano del Rhin.

Esta cohorte fue reclutada por orden de Vespasiano en el año 73 de entre los miembros del pueblo de los Breuci, quienes habitaban el valle del río Sava en la provincia romana de Pannonia, concretamente en la zona que desde Adriano entraría a formar parte de la provincia Pannonia Inferior. Su reclutamiento se debió a la necesidad de reponer las importantes pérdidas de unidades auxiliares provocadas en el ejército romano durante la guerra civil del año de los cuatro emperadores, la rebelión de los bátavos y, en menor medida, la gran rebelión judía, todo entre el 69 y el 71. Las tropas de guarnición en Pannonia y, por ende, todos sus habitantes, se mostraron especialmente leales a las pretensiones al trono de Vespasiano, por lo que parece natural el haber reclutado nuevas unidades de auxilia para el ejército imperial en ese lugar y entre este pueblo panónico.
La unidad fue asignada a la provincia Germania Inferior, instalando sus reales en el castellum Albaniana (Alphen aan den Rijn, Países Bajos, donde se documentan materiales de construcción sellados con la figlina de la unidad y que indican que fue dirigida por el Praefectus cohortis Tiberio Claudio Ampliato, colaborando en la reconstrucción del destruido castra legionis Vetera (Xanten, Alemania), base de la Legio XXII Primigenia, a cuya zona de influencia estuvo adscrita esta cohorte.
La unidad permaneció leal a Domiciano en 89 frente a la rebelión de Lucio Antonio Saturnino.

## ElsigloII

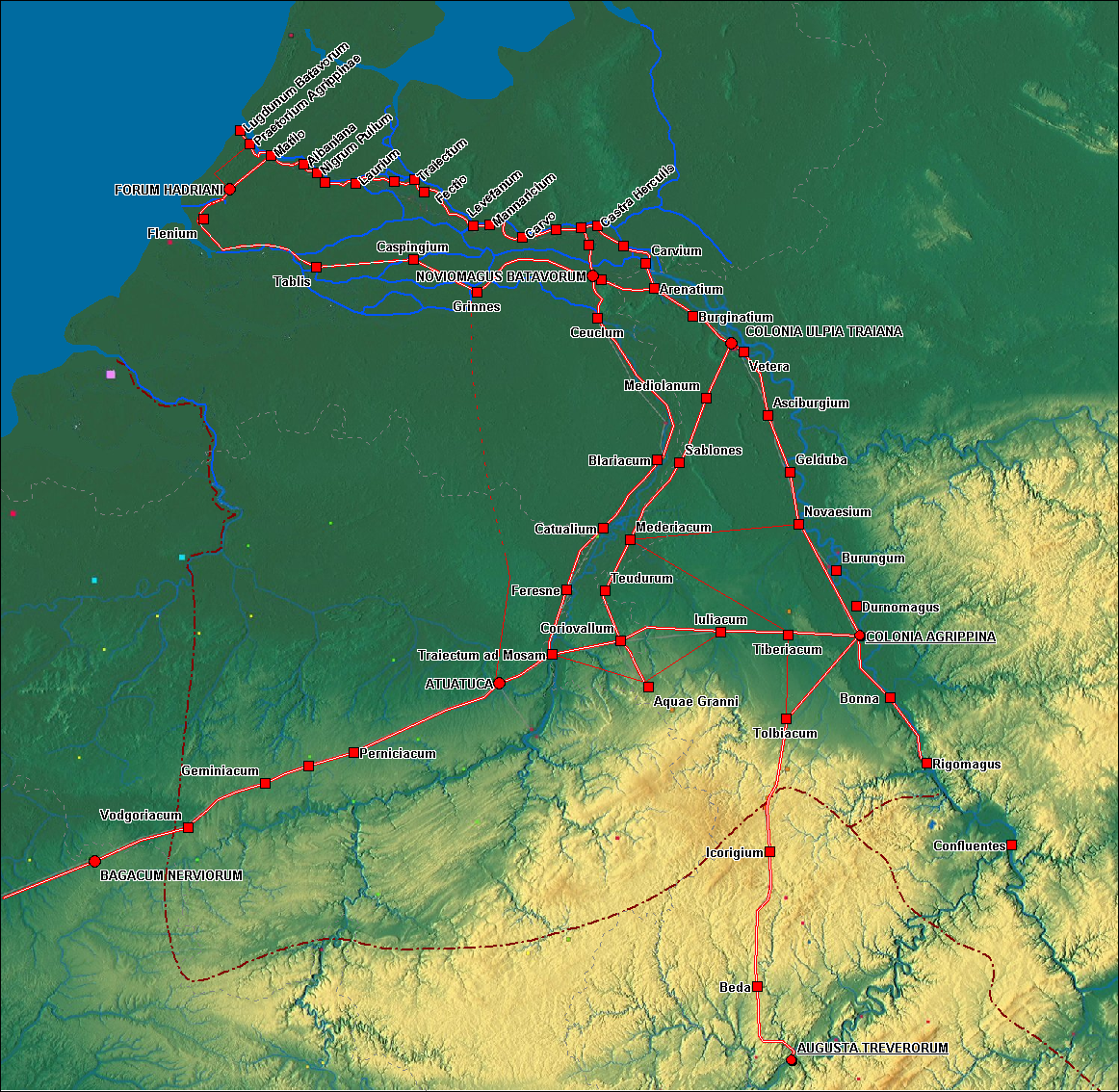
Red de comunicaciones, principales civitates y principales campamentos militares romanos de la provincia Germania Inferior.

La unidad todavía formaba parte de la guarnición de la provincia Germania Inferior bajo los imperios de Trajano y Adriano, como indican los siguientes Diplomata Militaris:
- 20 de febrero de 98, bajo Trajano,[6] indicando que estaba a las órdenes directas de este emperador cuando, al heredar el trono de Nerva, permaneció en el limes del Rhin estabilizando esta frontera vital para el Imperio.

- 20 de agosto de 127, bajo Adriano.[7]

Bajo Antonino Pío, la unidad fue transferida al limes del Danubio, siendo asignada a la provincia Moesia Superior, con campamento en Viminacium (Kostolac, Serbia), donde se documentan materiales de construcción sellados con su figlina. Desde esta base, participó en las guerras marcomanas de Marco Aurelio y Cómodo.

## ElsigloIII
Cuando Pertinax fue asesinado en 193, la unidad apoyó a Septimio Severo en sus pretensiones al trono y, posiblemente, fue transferida a la provincia Pannonia Inferior, para reforzar su guarnición, reducida por las campañas de Severo contra Pescenio Niger, el Imperio Parto y Clodio Albino de los años 193 a 196, permaneciendo en esa provincia danubiana desde ese momento, aunque se desconoce cuál fue su campamento. 
En Pannonia Inferior participó en las operaciones contra los germanos emprendidas por los emperadores Caracalla, Alejandro Severo y Maximino el Tracio. De esta provincia procede el último testimonio conservado de la unidad, un ladrillo de procedencia desconocida, sellado con su figlina y fechado bajo el imperio de Gordiano III, entre 238 y 244.
La cohorte debió ser destruida bajo el imperio de Filipo el Árabe, cuando los godos rompieron el limes danubiano de Pannonia Inferior y Moesia Superior en 245 y sólo fueron rechazados definitivamente en 248, sufriendo el Imperio cuantiosas pérdidas militares en ese periodo.

## Véase también

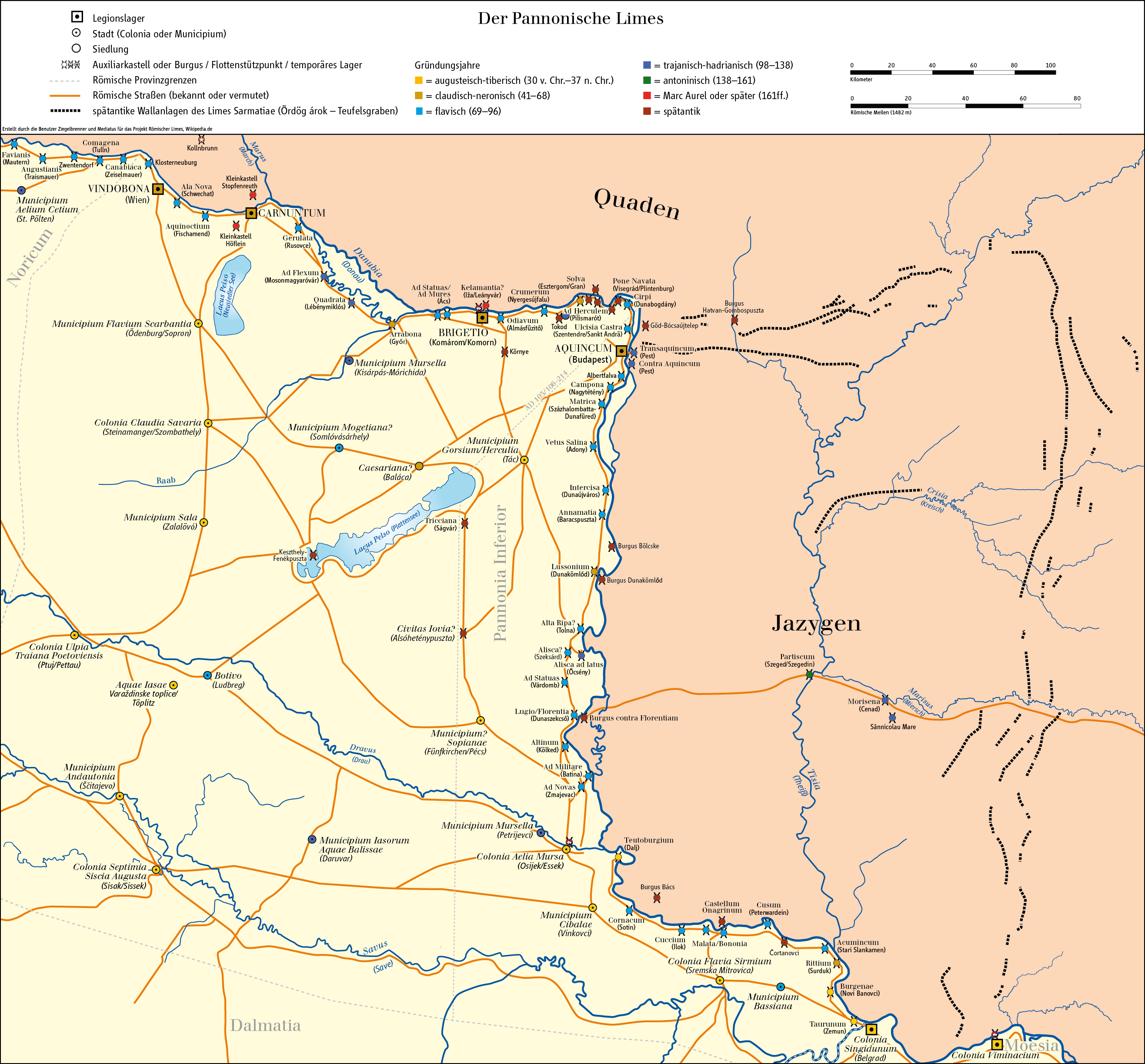
El limes de Pannonia con las principales civitates y campamentos militares romanos y con la red de calzadas romanas.